# Nerocila armata
N. armata là một loài chân đều trong họ Cymothoidae. Loài này được Dana miêu tả khoa học năm 1853.